# Čelina (Chorwacja)
Čelina – wieś w Chorwacji, w żupanii splicko-dalmatyńskiej, w mieście Omiš. W 2011 roku liczyła 222 mieszkańców.